# Mytilopsis
Mytilopsis là một chi rêu trong họ Lepidoziaceae.